# League Cup 2009/10
Der League Cup 2009/10 war die 50. Austragung des Turniers The Carling Cup, oder League Cup. Das Turnier begann mit 92 Vereinen.
Der Wettbewerb startete am 10. August 2009 mit der Ersten Runde und endete mit dem Finale im Wembley-Stadion in London am 28. Februar 2010. Der Sieger des Wettbewerbes wurde Manchester United.

## Erste Runde
Die Auslosung für die erste Runde fand am 16. Juni 2009 statt. Der Newcastle United und FC Middlesbrough waren die einzigen Teams aus der Football League, die erst in der zweiten Runde ins Turnier einstiegen, da sie die zwei bestplatzierten Teams der letzten Saison waren. Die anderen 70 Teams der Football League mussten bereits in der ersten Runde antreten.

### Nord
|                     | Ergebnis  | !Zuschauer                     |
| ------------------- | --------- | ------------------------------ |
| Accrington Stanley  | 2:1       | FC Walsall \|\|1.041           |
| Huddersfield Town   | 3:1       | Stockport County \|\|5.120     |
| Rotherham United    | 2:1       | Derby County \|\|4.345         |
| Tranmere Rovers     | 4:0       | Grimsby Town \|\|3.527         |
| Sheffield Wednesday | 3:0       | AFC Rochdale \|\|6.696         |
| FC Bury             | 0:2       | West Bromwich Albion \|\|3.077 |
| Notts County        | 0:1       | Doncaster Rovers \|\|4.893     |
| Lincoln City        | 0:1       | FC Barnsley \|\|3.635          |
| Scunthorpe United   | 2:1       | FC Chesterfield \|\|2.501      |
| Coventry City       | 0:1 n. V. | Hartlepool United \|\|6.055    |
| FC Darlington       | 0:1       | Leeds United \|\|4.487         |
| Preston North End   | 5:1       | FC Morecambe \|\|5.407         |
| Crewe Alexandra     | 1:2       | FC Blackpool \|\|2.991         |
| Carlisle United     | 1:0       | Oldham Athletic \|\|2.509      |
| Nottingham Forest   | 3:0       | Bradford City \|\|4.639        |
| Macclesfield Town   | 0:2       | Leicester City \|\|2.197       |
| Sheffield United    | 1:2       | Port Vale \|\|7.627            |

### Süd
|                    | Ergebnis        | !Zuschauer                       |
| ------------------ | --------------- | -------------------------------- |
| Cardiff City       | 3:1             | Dagenham & Redbridge \|\|5,545   |
| Wycombe Wanderers  | 0:4             | Peterborough United \|\|2.078    |
| FC Southampton     | 2:0             | Northampton Town \|\|10.921      |
| FC Barnet          | 0:2 n. V.       | FC Watford \|\|3.139             |
| Hereford United    | 1:0 n. V.       | Charlton Athletic \|\|2.017      |
| Bristol Rovers     | 2:1             | Aldershot Town \|\|3.644         |
| FC Millwall        | 4:0             | AFC Bournemouth \|\|3.552        |
| FC Gillingham      | 2:1             | Plymouth Argyle \|\|3.306        |
| Colchester United  | 1:2             | Leyton Orient \|\|3.308          |
| FC Reading         | 5:1             | Burton Albion \|\|5.893          |
| Exeter City        | 0:5             | Queens Park Rangers \|\|4.614    |
| Cheltenham Town    | 1:2             | Southend United \|\|1.918        |
| FC Brentford       | 0:1             | Bristol City \|\|3.024           |
| Yeovil Town        | 0:4             | Norwich City \|\|3.860           |
| Crystal Palace     | 2:1             | Torquay United \|\|3.140         |
| Milton Keynes Dons | 1:4             | Swindon Town \|\|4.812           |
| Swansea City       | 3:0             | Brighton & Hove Albion \|\|6.400 |
| Shrewsbury Town    | 3:3 (2:4 i. E.) | Ipswich Town \|\|4.184           |

## Zweite Runde
In der zweiten Runde stiegen die 13 Premier-League-Vereine ein, die sich in der letzten Saison nicht für einen europäischen Wettbewerb qualifizieren konnten, sowie Newcastle United und FC Middlesbrough (siehe oben).
|                         | Ergebnis        | !Zuschauer                    |
| ----------------------- | --------------- | ----------------------------- |
| West Bromwich Albion    | 4:3 n. V.       | Rotherham United \|\|10.659   |
| Norwich City            | 1:4             | AFC Sunderland \|\|12.345     |
| Tranmere Rovers         | 0:1             | Bolton Wanderers \|\|5.381    |
| Queens Park Rangers     | 2:1             | Accrington Stanley \|\|5.203  |
| Bristol City            | 0:2             | Carlisle United \|\|6.359     |
| Leyton Orient           | 0:1 n. V.       | Stoke City \|\|2.742          |
| Port Vale               | 2:0             | Sheffield Wednesday \|\|6.667 |
| Hull City               | 3:1             | Southend United \|\|7.994     |
| Leeds United            | 2:1 n. V.       | FC Watford \|\|14.681         |
| Cardiff City            | 3:1             | Bristol Rovers \|\|9.767      |
| FC Portsmouth           | 4:1             | Hereford United \|\|6.645     |
| Crystal Palace          | 0:2             | Manchester City \|\|14.725    |
| Wolverhampton Wanderers | 0:0 (6:5 i. E.) | Swindon Town \|\|11.416       |
| FC Gillingham           | 1:3             | Blackburn Rovers \|\|7.203    |
| FC Blackpool            | 4:1             | Wigan Athletic \|\|8.089      |
| FC Southampton          | 1:2             | Birmingham City \|\|11.753    |
| Preston North End       | 2:1             | Leicester City \|\|6.977      |
| Newcastle United        | 4:3             | Huddersfield Town \|\|23.815  |
| West Ham United         | 3:1 n. V.       | FC Millwall \|\|24.492        |
| Hartlepool United       | 1:2 n. V.       | FC Burnley \|\|3.501          |
| Nottingham Forest       | 2:1 n. V.       | FC Middlesbrough \|\|8.838    |
| FC Reading              | 1:2             | FC Barnsley \|\|5.576         |
| Swansea City            | 1:2             | Scunthorpe United \|\|7.321   |
| Doncaster Rovers        | 1:5             | Tottenham Hotspur \|\|12.923  |
| Peterborough United     | 2:1             | Ipswich Town \|\|5.451        |

## Dritte Runde
Ab der dritten Runde mussten auch die sieben Vereine antreten, die sich für die laufende Saison für die europäischen Wettbewerbe qualifiziert hatten.
|                     | Ergebnis  | !Zuschauer                         |
| ------------------- | --------- | ---------------------------------- |
| FC Arsenal          | 2:0       | West Bromwich Albion \|\|56.592    |
| FC Chelsea          | 1:0       | Queens Park Rangers \|\|37.781     |
| Bolton Wanderers    | 3:1 n. V. | West Ham United \|\|8.050          |
| FC Barnsley         | 3:2       | FC Burnley \|\|6.270               |
| Hull City           | 0:4       | FC Everton \|\|13.558              |
| Leeds United        | 0:1       | FC Liverpool \|\|38.168            |
| Manchester United   | 1:0       | Wolverhampton Wanderers \|\|51.160 |
| Manchester City     | 2:1 n. V. | FC Fulham \|\|24.507               |
| AFC Sunderland      | 2:0       | Birmingham City \|\|20.576         |
| Peterborough United | 2:0       | Newcastle United \|\|10.298        |
| Carlisle United     | 1:3       | FC Portsmouth \|\|7,042            |
| Nottingham Forest   | 0:1       | Blackburn Rovers \|\|11.553        |
| Stoke City          | 4:3       | FC Blackpool \|\|13.957            |
| Scunthorpe United   | 2:0 n. V. | Port Vale \|\|3.383                |
| Preston North End   | 1:5       | Tottenham Hotspur \|\|16.533       |
| Aston Villa         | 1:0       | Cardiff City \|\|22.527            |

## Achtelfinale
|                   | Ergebnis        | !Zuschauer                    |
| ----------------- | --------------- | ----------------------------- |
| Blackburn Rovers  | 5:2             | Peterborough United \|\|8.419 |
| Manchester City   | 5:1             | Scunthorpe United \|\|36.358  |
| Tottenham Hotspur | 2:0             | FC Everton \|\|35.843         |
| FC Barnsley       | 0:2             | Manchester United \|\|20.019  |
| FC Chelsea        | 4:0             | Bolton Wanderers \|\|41.538   |
| AFC Sunderland    | 0:0 (1:3 i. E.) | Aston Villa \|\|27.666        |
| FC Arsenal        | 2:1             | FC Liverpool \|\|60.004       |
| FC Portsmouth     | 4:0             | Stoke City \|\|11.251         |

## Viertelfinale
|                   | Ergebnis        | !Zuschauer                   |
| ----------------- | --------------- | ---------------------------- |
| FC Portsmouth     | 2:4             | Aston Villa \|\|17.034       |
| Manchester United | 2:0             | Tottenham Hotspur \|\|57.212 |
| Manchester City   | 3:0             | FC Arsenal \|\|46.015        |
| Blackburn Rovers  | 3:3 (4:3 i. E.) | FC Chelsea \|\|18.136        |

## Halbfinale
Die Halbfinal-Begegnungen fanden im Januar statt. Das Halbfinale war die erste und einzige Runde die mit Hin- und Rückspiel ausgetragen wurde.
|                  | Gesamt |                   | Hinspiel | Rückspiel |
| ---------------- | ------ | ----------------- | -------- | --------- |
| Blackburn Rovers | 4:7    | Aston Villa       | 0:1      | 4:6       |
| Manchester City  | 3:4    | Manchester United | 2:1      | 1:3       |

## Finale
| Manchester United                                         | Manchester United | Aston Villa | Aston Villa | Aufstellung                                     |
| --------------------------------------------------------- | --- | --- | ----------- | ----------------------------------------------- |
| Manchester United                                         | \| 28. Februar 2010 um 15:00 Uhr in London (Wembley-Stadion) \| \| Ergebnis: 2:1 (1:1) \| \| Zuschauer: 88.596 \| \| Schiedsrichter: Phil Dowd \| | \| 28. Februar 2010 um 15:00 Uhr in London (Wembley-Stadion) \| \| Ergebnis: 2:1 (1:1) \| \| Zuschauer: 88.596 \| \| Schiedsrichter: Phil Dowd \|                                                                           | Aston Villa | Aufstellung Manchester United gegen Aston Villa |
| Manchester United                                         | Tomasz Kuszczak – Rafael (66. Gary Neville), Nemanja Vidić, Jonny Evans, Patrice Evra – Antonio Valencia, Darren Fletcher, Michael Carrick, Park Ji-Sung (85. Darron Gibson) – Michael Owen (42. Wayne Rooney), Dimitar Berbatow Cheftrainer: Alex Ferguson | Brad Friedel – Carlos Cuéllar (80. John Carew), James Collins, Richard Dunne, Stephen Warnock – Ashley Young, James Milner, Stilian Petrow , Stewart Downing – Emile Heskey, Gabriel Agbonlahor Cheftrainer: Martin O’Neill | Aston Villa | Aufstellung Manchester United gegen Aston Villa |
| Manchester United                                         | 1:1 Michael Owen (12.) 2:1 Wayne Rooney (74.) | 0:1 James Milner (5., FE) | Aston Villa | Aufstellung Manchester United gegen Aston Villa |
| Manchester United                                         | Patrice Evra (41.), Nemanja Vidić (68.) | James Collins (11.), Stewart Downing (18.) | Aston Villa | Aufstellung Manchester United gegen Aston Villa |
| Manchester United                                         | Spieler des Spiels: Antonio Valencia (Manchester United) | | Aston Villa | Aufstellung Manchester United gegen Aston Villa |
| 28. Februar 2010 um 15:00 Uhr in London (Wembley-Stadion) | | |             |                                                 |
| Ergebnis: 2:1 (1:1)                                       | | |             |                                                 |
| Zuschauer: 88.596                                         | | |             |                                                 |
| Schiedsrichter: Phil Dowd                                 | | |             |                                                 |